# Towa Chiki
Towa Chiki Co. était une société japonaise de jouets fondée en 1986, qui était active dans le secteur du jeu vidéo jusqu'en 1991, avant d'être dissoute par la maison mère Towa San Electronics.

## Jeux vidéo

### NES
- Sherlock Holmes: Hakushaku Reijō Yūkai Jiken
- Elnark no Zaihou
- Meitantei Holmes: Kiri no London Satsujin Jiken
- A Week of Garfield
- Meitantei Holmes: M-Kara no Chousenjou
- Idol Hakkenden
- Dragon Fighter

### Game Boy
- Taikyoku Renju
- Fish Dude